# 5 (album de Paris Combo)
Pour les articles homonymes, voir 5 (homonymie).
Albums de Paris Combo
Motifs
(2004)
5 est le cinquième album de Paris Combo, sorti en 2014.

## Liste des titres
| No  | Titre                         | Durée |
| --- | ----------------------------- | ----- |
| 1.  | Je te vois partout            | 03:09 |
| 2.  | Lux                           | 03:42 |
| 3.  | Goodbye Pinocchio             | 02:55 |
| 4.  | Comptez sur moi               | 03:42 |
| 5.  | Morphée                       | 04:11 |
| 6.  | Tout excusé                   | 03:06 |
| 7.  | Chaque fois                   | 03:34 |
| 8.  | Les Cailloux blancs           | 03:04 |
| 9.  | Le Magasin de porcelaine      | 03:55 |
| 10. | Mediumisons                   | 03:55 |
| 11. | Ce que j'aime, c'est le début | 02:58 |
| 12. | Fantôme adoré                 | 04:11 |